# Rohatec
Rohatec (německy Rohatetz) je obec v okrese Hodonín v Jihomoravském kraji. Leží pět kilometrů severovýchodně od Hodonína, při řece Moravě a hranici se Slovenskem. Žije zde přibližně 3 500 obyvatel. Obcí prochází dálková silnice I/55 (obchvatem) a železniční trať Břeclav–Přerov, z níž se zde odpojuje lokální trať do Veselí nad Moravou a vlečka do Ratíškovic.

## Název
Jméno vesnice je zpodstatnělé přídavné jméno rohatý, které se používalo i ve významu "zakřivený" a označovalo místo s křivým průběhem toku řeky, křivým průběhem polí, cesty a podobně.

## Historie
Archeologické nálezy dokládají osídlení území již v období Velkomoravské říše. Kolem roku 1030 byla postavena tvrz zvaná Rohatec. První písemná zmínka o obci pochází z listiny krále Přemysla Otakara II. z roku 1270. V roce 1368 prodal litomyšlský biskup Albrecht ze Šternberka tvrz a ves Beneši z Kravař a Strážnice. Až do roku 1848 patřil Rohatec pod Strážnické panství.
Regionální význam obce vzrostl od roku 1865, kdy sem byla zavedena trať Severní železniční dráhy císaře Ferdinanda a zřízeno železniční nádraží. Bohatí sedláci ze Strážnice totiž odmítli prodat své pozemky na železniční trať (která tam nevede dodnes), a proto museli využívat dráhu v Rohatci. Od roku 1869 byl Rohatec administrativně podřízen hejtmanství v Hodoníně.
Do dějin potravinářského průmyslu se zapsala čokoládovna Josef Küfferle a spol., která vyráběla čokoládu značky Vista, cukrovinky a oplatky. Specialitou byla její Poresní čokoláda (porézní = bublinková) a čokoládová paraplíčka, která vyrábějí pokračovatelé firmy v Německu dosud.  Rohatecká čokoládovna se po znárodnění stala národním podnikem Maryša Rohatec a její výroba trvala až do roku 2003, kdy byl provoz zrušen a převeden do Sfinxu Holešov.
Katastru Rohatce se k 25. červenci 1997 dotkla úprava státní hranice se Slovenskem (přizpůsobení aktuálnímu toku Moravy).

## Obyvatelstvo
| Rok            | 1869  | 1880  | 1890  | 1900  | 1910  | 1921  | 1930  | 1950  | 1961  | 1970  | 1980  | 1991  | 2001  | 2011  | 2021  |
| -------------- | ----- | ----- | ----- | ----- | ----- | ----- | ----- | ----- | ----- | ----- | ----- | ----- | ----- | ----- | ----- |
| Počet obyvatel | 1 120 | 1 571 | 1 590 | 1 737 | 2 004 | 2 015 | 2 138 | 2 634 | 3 040 | 3 041 | 3 203 | 3 205 | 3 371 | 3 475 | 3 275 |
| Počet domů     | 177   | 210   | 223   | 239   | 304   | 323   | 436   | 580   | 665   | 751   | 825   | 972   | 1 039 | 1 140 | 1 168 |

## Obecní správa a politika
Mezi lety 1869–1985 Rohatec byl obcí v okrese Hodonín. Od 1. července 1985 do 27. února 1990 patřil jako část města k Hodonínu a od 28. února 1990 je opět samostatnou obcí.

### Základní sídelní jednotky
- Na Kopci
- Rohatec
- Rohatec-kolonie
- Soboňky

### Obecní symboly
Znak a vlajka byly obci uděleny rozhodnutím předsedy Poslanecké sněmovny Parlamentu České republiky dne 9. dubna 2002.

### Samospráva
Zastupitelstvo obce má 21 členů, kteří volí sedmičlennou Radu obce. Prvním porevolučním starostou se na několik volebních období stal Ing. Vladimír Elšík (ODS). V letech 2006 až 2014 byl starostou Mgr. Miroslav Králík (nezávislý). Na ustavujícím zasedání zastupitelstva 6. listopadu 2014 byl do této funkce zvolen Ing. Jarmil Adamec, Ph.D. jako nezávislý kandidát za Rozvoj obce Rohatec. Tuto funkci obhájil jak v roce 2018, tak nadále pokračuje ve funkci starosty i po volbách v roce 2022.

## Pamětihodnosti
- Kostel sv. Bartoloměje z roku 1911
- Kaple
- Kříž
- Krucifix
- Pomník TGM
- Baťův kanál

## Galerie

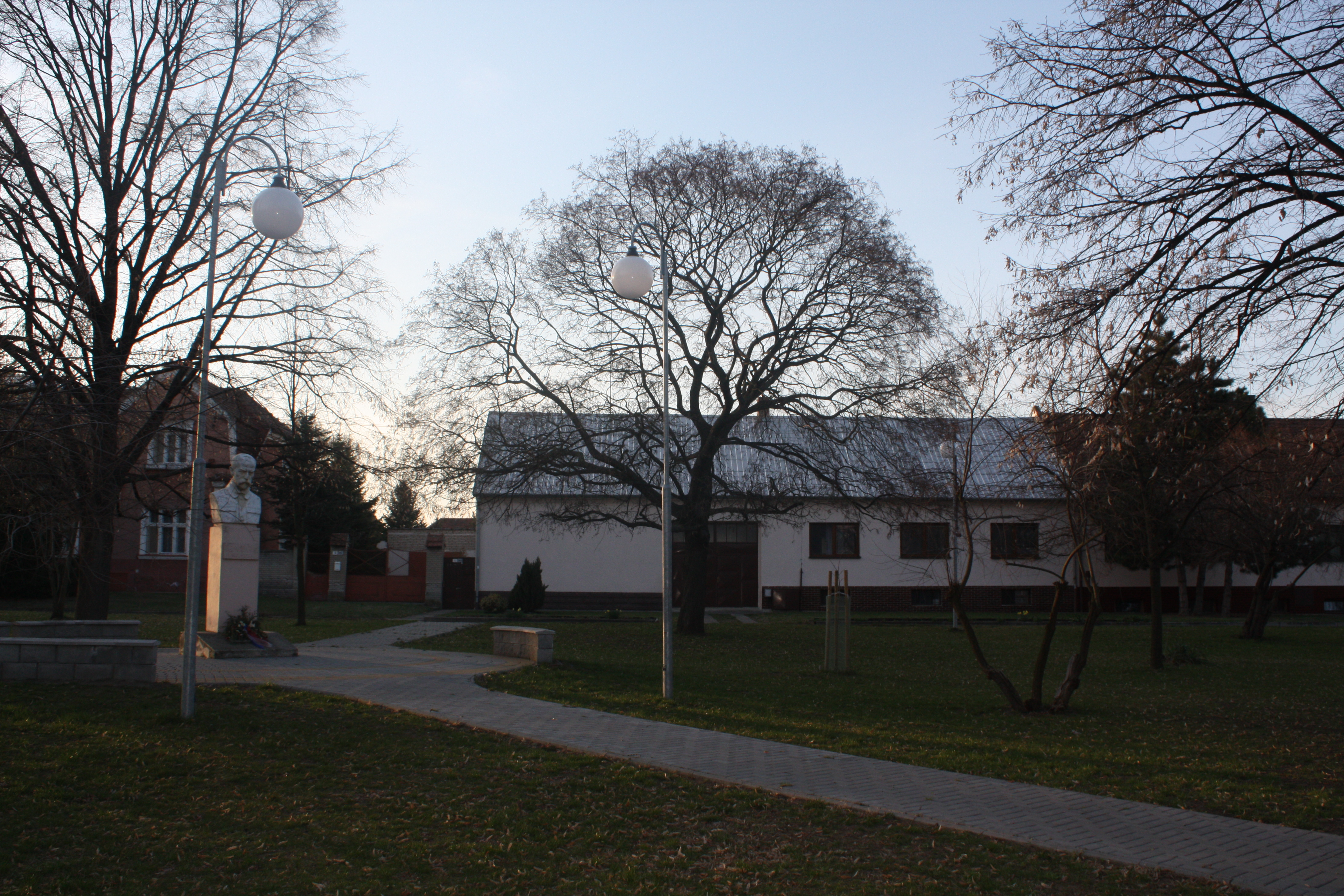
Náves
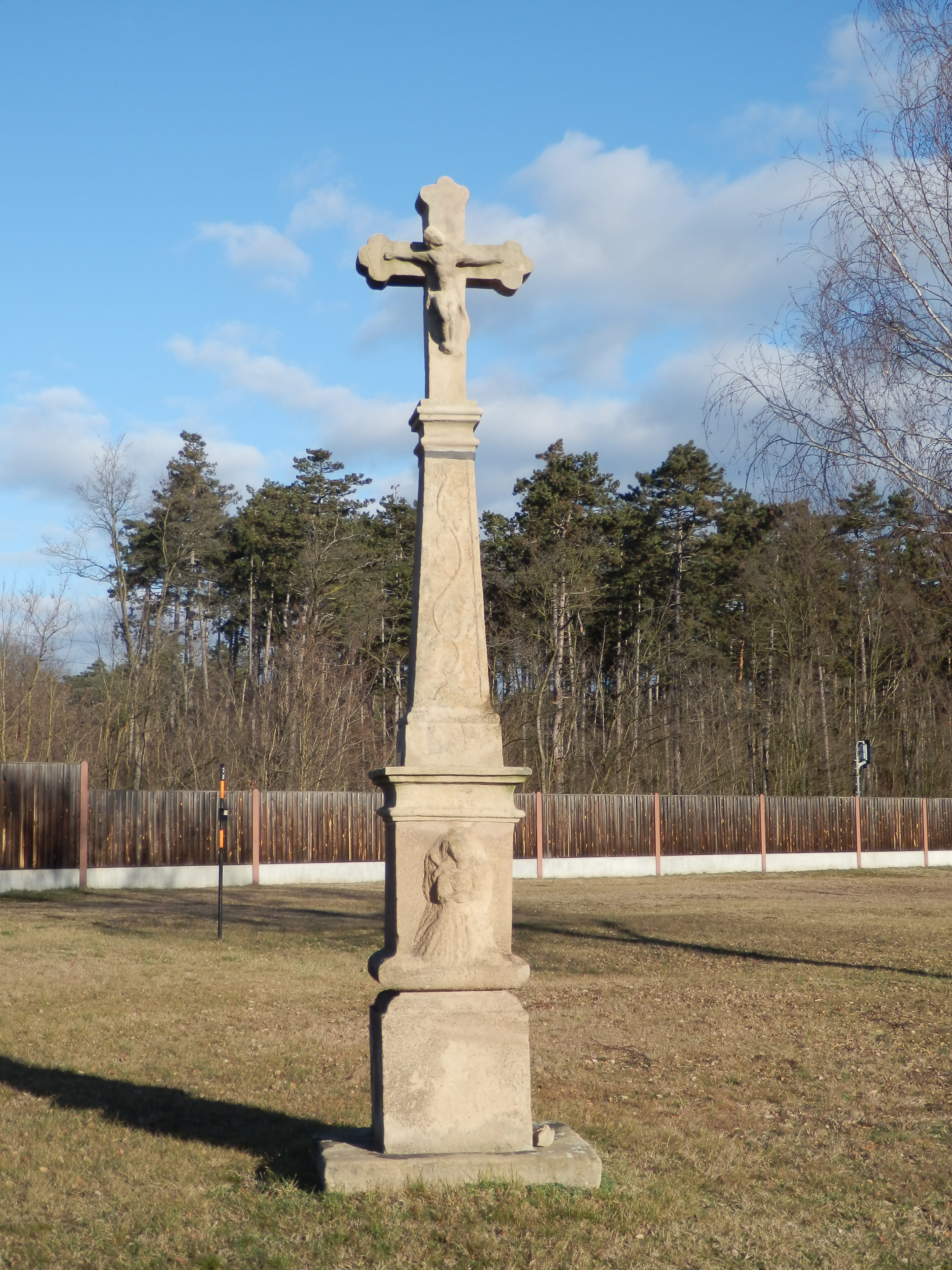
Kříž
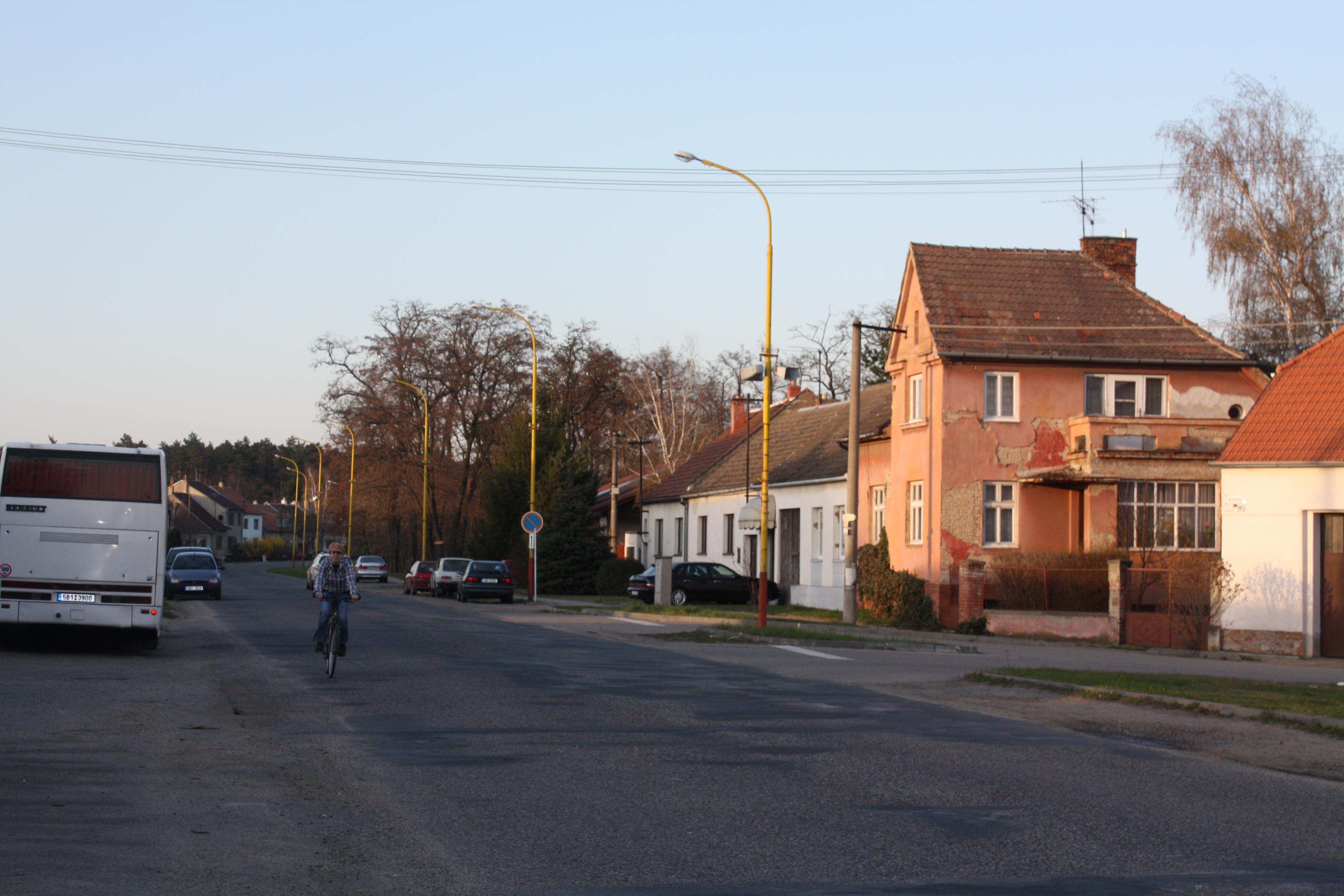
Hlavní ulice
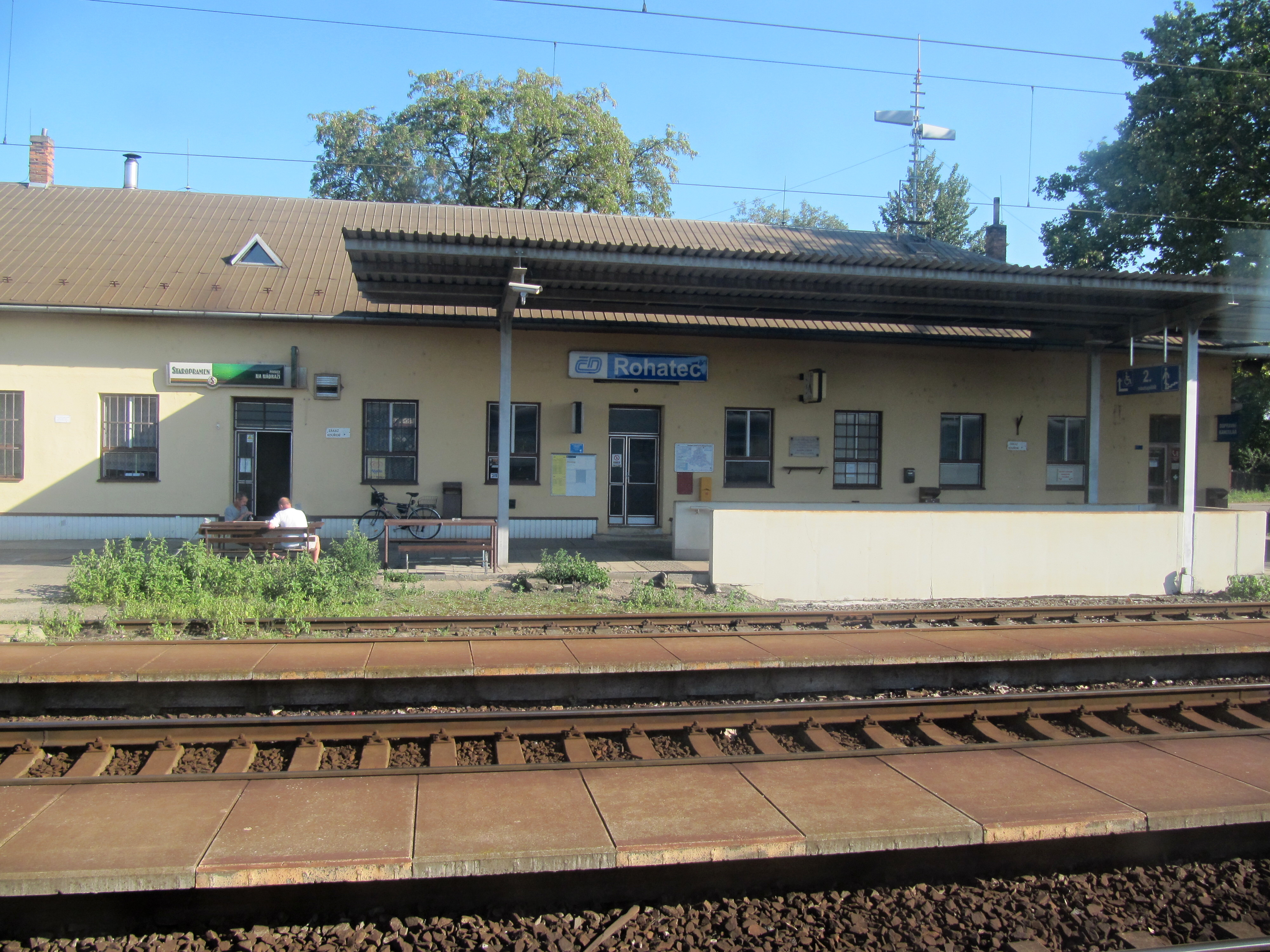
Nádraží

## Osobnosti
- František Vavřinec Korompay (1723–1779), malíř
- Rudolf Richter (1912–2000), kameník[12]
- Karel Novák (1915–2006), akademický malíř[13]
- Anna Netíková (1917–1999), textilní grafička
- Zdeněk Škromach (* 1956), politik
- Jakub Kornfeil (* 1993), motocyklový závodník